# Distrito fitogeográfico de la selva pedemontana

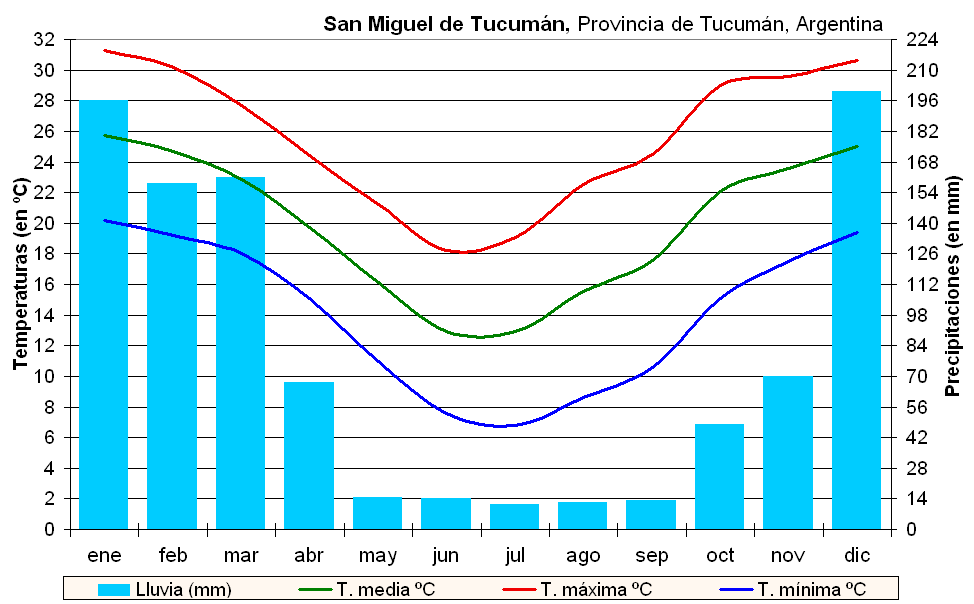
Datos estadísticos climatológicos (1981 a 1990) de San Miguel de Tucumán; Distrito fitogeográfico de la Selva Pedemontana.

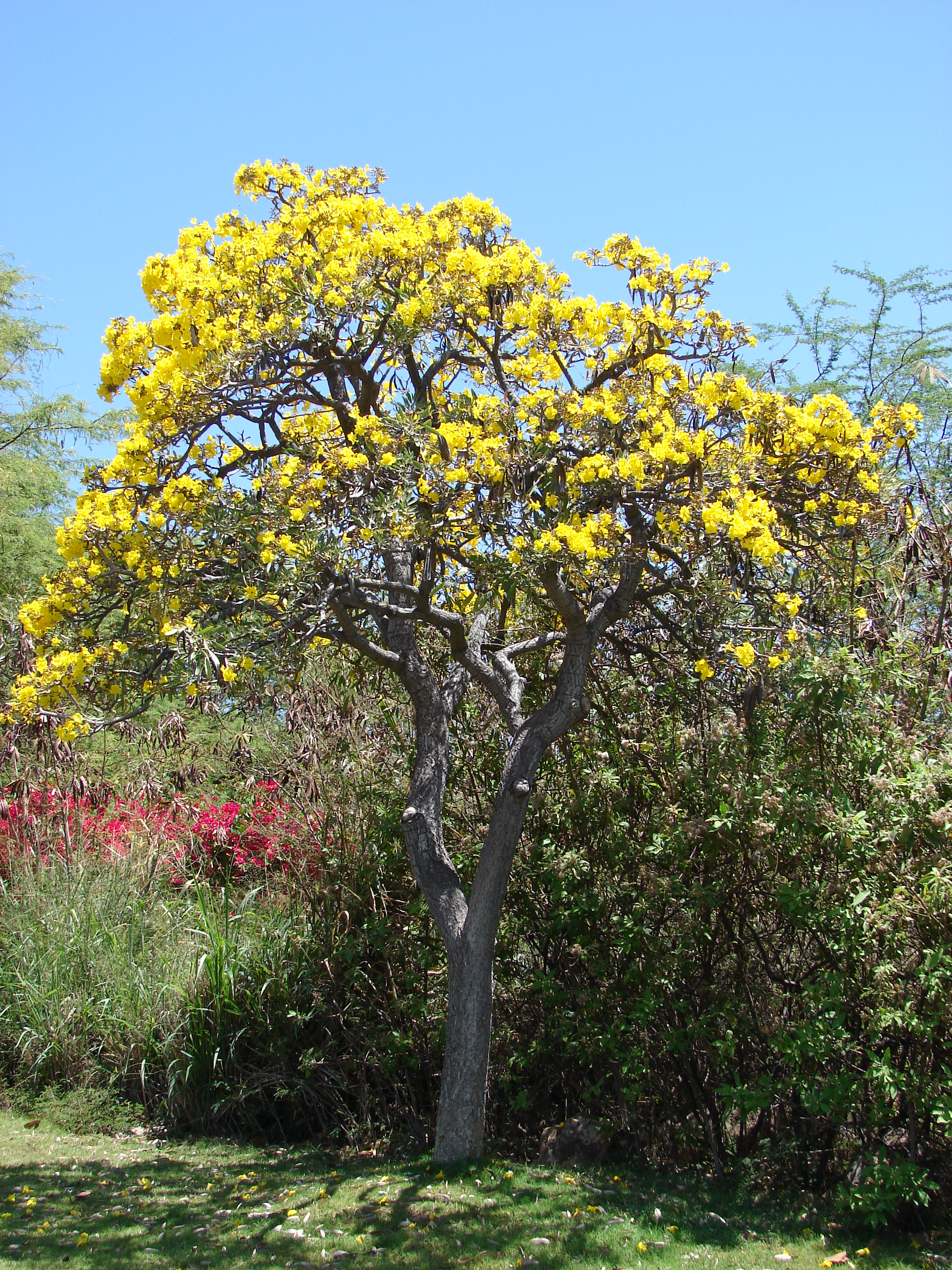
El lapacho amarillo (Tabebuia aurea) es un árbol típico del Distrito fitogeográfico de la Selva Pedemontana.

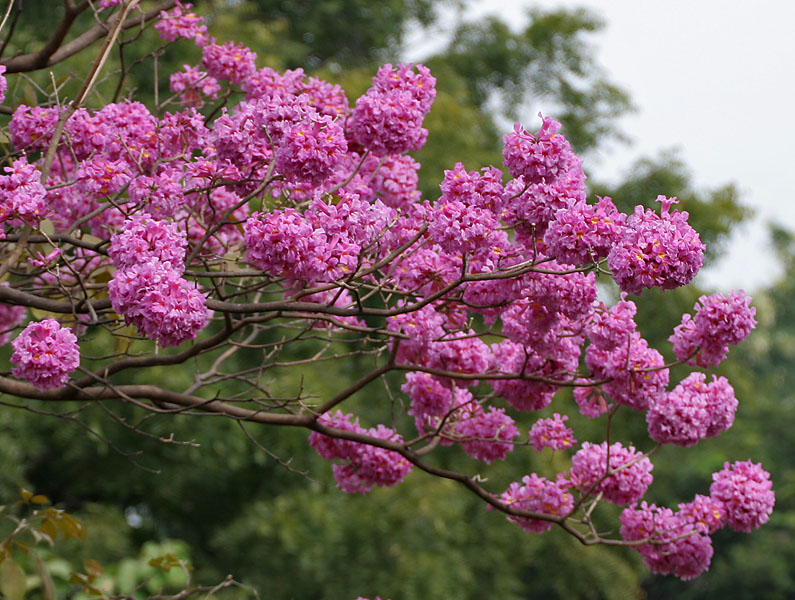
El lapacho rosado (Handroanthus impetiginosus), es una especie arbórea común en estas selvas.

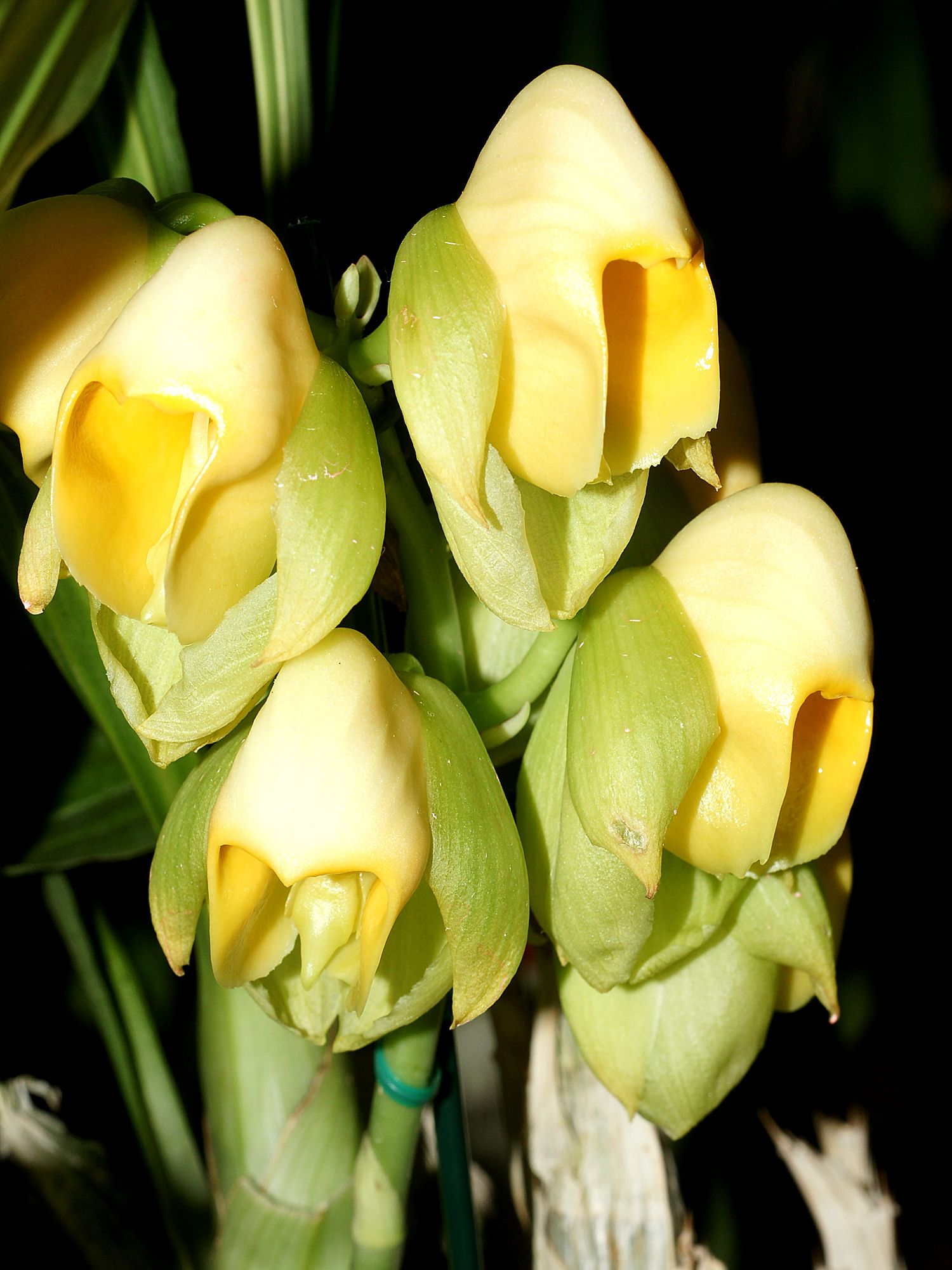
Catasetum macrocarpum es una orquídea característica de esta formación.

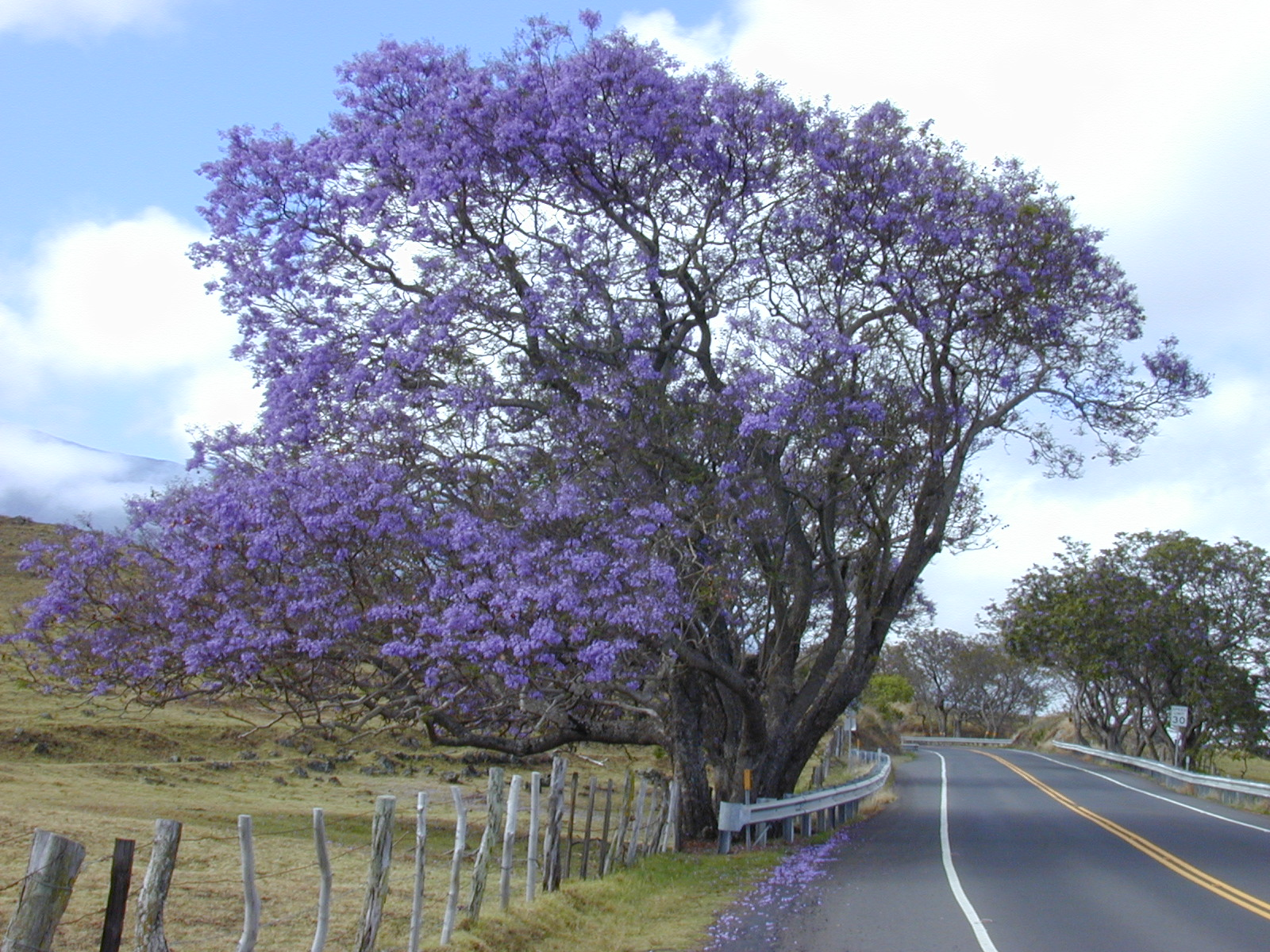
El jacarandá o tarco (Jacaranda mimosifolia), es un árbol característico de esta formación.

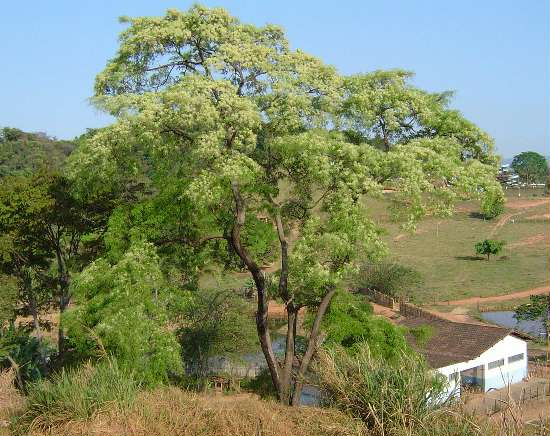
El cebil colorado (Anadenanthera colubrina), es un árbol característico de esta formación.

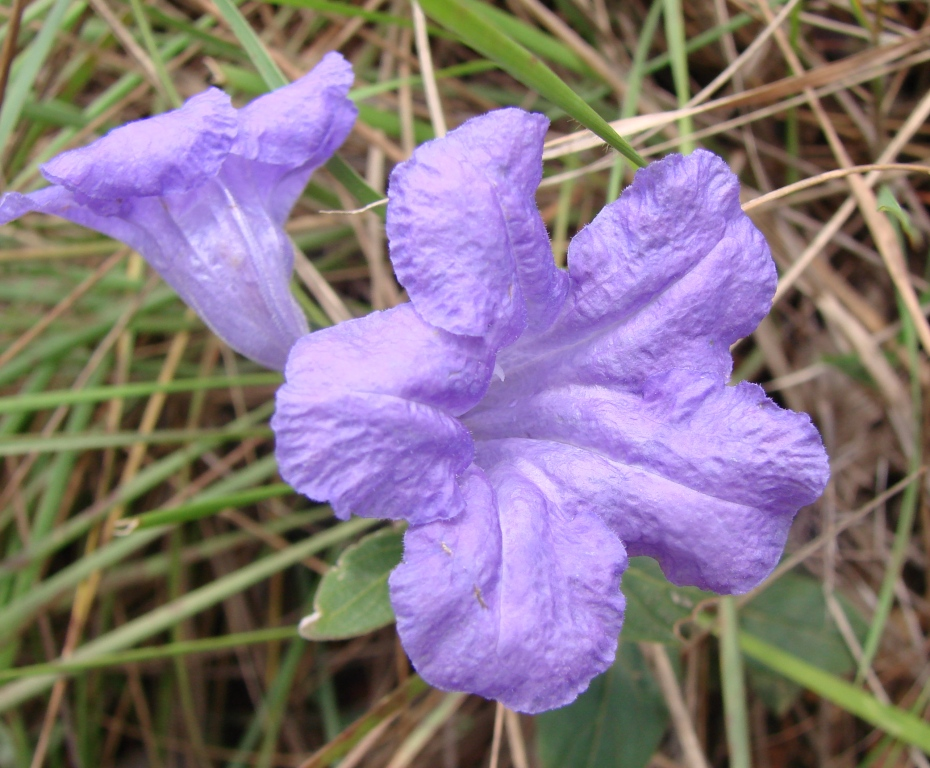
Ruellia geminiflora es una hierba ornamental característica de esta formación.

El Distrito fitogeográfico de la Selva Pedemontana, también llamado Distrito fitogeográfico de la Selva de transición, es uno de los Distritos fitogeográficos en que se divide la Provincia fitogeográfica de las Yungas. Se ubica en la llanura ondulada al pie de los cordones montañosos orientales del noroeste de la Argentina y el sur de Bolivia, en el centro-oeste de América del Sur en altitudes que parten de los 350 m s. n. m. hasta los 500 msnm, llegando raramente hasta los 700 m s. n. m. Incluye formaciones de selvas caducifolias, en su mayor parte.

## Sinonimia
También es llamado: Selva de transición; y en el contexto de la Provincia fitogeográfica: Formación Subtropical, Bosques serranos subtropicales del noroeste, Bosques subtropicales higrófilos, Selva tucumano-oranense, Selva tucumano-salteña, Selva tucumano-boliviana, Selva subtropical tucumano-boliviana, Provincia tucumano-boliviana, Provincia subtropical occidental, Selva subtropical serrana, Selva tucumano-tarijeña, Yungas Andinas, Yungas del Noroeste Argentino, Nuboselva, Provincia Montaneña de Yungas, Yungas en sentido estricto, etc.

## Distribución
Este Distrito fitogeográfico comprende las selvas que se extienden de norte a sur como una franja estrecha de 50 km de ancho promedio, ocupando las llanuras onduladas del pedemonte de la Cordillera Oriental, la precordillera Salto-jujeña, las Sierras Subandinas, y las sierras Pampeanas, en las provincias de: Jujuy, Salta, Tucumán, finalizando en la Catamarca. 
También se desarrolla en el sur de Bolivia, en el departamento de Tarija y en el departamento de Chuquisaca.
Las altitudes van desde los 350 m s. n. m. hasta los 500 m s. n. m., llegando raramente hasta los 700 m s. n. m.

## Límites
Al oeste limita con el Distrito fitogeográfico de la Selva Montana de esta misma Provincia fitogeográfica. Al este limita con el Distrito fitogeográfico Chaqueño Occidental y con el Distrito fitogeográfico Chaqueño Árido, ambos pertenecientes a la Provincia fitogeográfica Chaqueña.

## Afinidades florísticas
Este Distrito fitogeográfico guarda estrecha relación con el Distrito fitogeográfico de la Selva Montana, de la misma Provincia fitogeográfica. Comparte algunas especies con el Distrito fitogeográfico Chaqueño Serrano de la Provincia fitogeográfica Chaqueña.
Desde fines del siglo XX se ha postulado que esta formación sería un relicto biogeográfico, pues sus relaciones fitogeográficas lo acercan a otros bosques estacionales sudamericanos, como los de la caatinga brasileña, los de la Península de Guajira, en Venezuela y Colombia, y gracias a las discontinuas selvas en galería de ríos, como el Bermejo y el Pilcomayo, se ha interconectado con algunos bosques del Chaco Oriental en el sector este de las provincias de Chaco, y Formosa, así como en el Chaco Paraguayo tanto en el bajo, como en algunos cerros bajos del norte del alto Chaco Paraguayo.
En el este de Bolivia el puente de conexión es el bosque Chiquitano.
Estas vinculaciones florísticas son tan marcadas por causa de una unión física entre todos ellos ocurrida a través de Sudamérica en el pasado, con condiciones climáticas adecuadas.

## Características
Esta formación se ubica sobre una llanura ondulada en el pedemonte de las primeras sierras, trepando solo en las bases de los primeros faldeos. Su rango altitudinal es de 350 m s. n. m. hasta los 500 m s. n. m., llegando raramente hasta los 700 m s. n. m. Su clima es más cálido y más seco que los otros Distritos de esta Provincia fitogeográfica, pero sufre de más heladas que el Distrito de la Selva Montana. Son frecuentes los incendios, a los que esta formación parece estar estructuralmente adaptada. Toda esta zona, la más apta para destino agrícola y silvocultural, fue profusamente alterada por la actividad humana. 
Fisionómicamente se presenta como una selva continua, con árboles de entre 5 a 25 metros de altura (con algunas especies que pueden alcanzar los 30 metros), con promedios por hectárea de 30 a 50 especies arbóreas con área basal de 30 a 35 m². 
Es importante el estrato de enredaderas, con gruesas lianas. 
Los epifitos son de características xerófilas, con orquídeas de gran tamaño, bromelias, cactáceas, helechos reviviscentes, etc.
El suelo se muestra desnudo por su escasa cobertura herbácea, y poca hojarasca. Más del 70% de las especies y la mayoría de sus dominantes en el dosel arbóreo son heliófilas y poseen follaje caducifolio, con una fenología marcadamente estacional, al igual que la floración, la que ocurre normalmente en primavera, antes de la nueva brotación. El sistema de dispersión es en especial gracias al viento, madurando en la temporada seca. 
El 30 % de sus especies son exclusivas de este Distrito. Se encuentran al menos 278 especies de leñosas de las cuales 104 son árboles.
Existe una disminución gradual en el número de especies desde el norte hacia el sur.

## Suelos
El suelo es de reacción ácida, del tipo forestal, con tres horizontes: el humífero, el de tierra vegetal, y el más inferior, el de tierra mineral. Los suelos presentan un desarrollo incipiente, con abundante materia orgánica de detritus vegetales solo en una angosta capa superficial, la cual se encuentra sobre capas de loess y rodados geológicamente jóvenes, poco consolidados. Con respecto a los otros Distritos sus suelos presentan un mayor horizonte humífero, con menos proporción de escombros. En los valles intermontanos, los suelos son de mayor desarrollo, mayormente de tipo residual. 
Los tipos de suelos dominantes son: los Haplumbreptes énticos, con Hapludalfes údicos como subordinado; los subdominantes Ustortentes líticos, con Haplustoles líticos, Argiustoles líticos y roca como subordinados; y Paleoustoles údicos, con Argiustoles údicos como subordinado.

## Relieve
El relieve es suave, conformando una penillanura de pequeñas lomadas y sierras bajas. 

## Clima
El clima es en general muy cálido y subhúmedo, aunque las condiciones de temperatura y humedad varían en razón de la latitud, posición en el relieve, exposición de las laderas, y cercanía de los sistemas serranos.
Esta región es influida por la depresión ciclónica del Noroeste, lo que genera precipitaciones orográficas estivales, siendo más abundantes cuanto más altas, abruptas, y compactas son las montañas, interceptoras de las corrientes húmedas provienen del lejano anticiclón del Atlántico Sur.
La precipitación anual es del orden de 700 a 1000 mm en la llanura al pie de las primeras montañas. Los meses invernales destacan por su total ausencia de precipitaciones, las que por ser un clima monzónico, ocurren en un 90% en la temporada cálida: de comienzos de noviembre hasta principios de abril, sufriendo durante la estación seca de un fuerte déficit hídrico, desde junio hasta noviembre.
Los tipos climáticos más característicos son: semitropical continental, subtropical continental, y finalmente tierra fría baja en el ecotono con el Distrito superior. 
La temperatura media anual es de cerca de 22 °C en el pedemonte septentrional, a alrededor de 19 °C en el sector austral.

## Subdistritos fitogeográficos y sus especies principales
Dentro de este Distrito se pueden reconocer también, dos subdistritos.

### Subdistrito de la tipa y pacará
En su porción austral, en el sur de Salta hacia el sur, se ubica el subdistrito de la tipa blanca (Tipuana tipu), y el pacará o timbó colorado (Enterolobium contortisiliquum), en el cual ambas especies son las dominantes. Es más frío que el anterior en lo que respecta a mínimas absolutas. 
- Estrato emergente: con una altura de entre 15 a 25 (con especies cuyos ejemplares pueden llegar a los 30 metros), además de los dominantes tipa blanca y timbó colorado, encontramos a la quina colorada (Myroxylon peruiferum), el palo lanza (Patagonula americana), el lapacho rosado (Handroanthus impetiginosus), el palo borracho blanco o yuchán (Ceiba chodatii) que ingresa desde el adyacente monte chaqueño (otra provincia fitogeográfica) de las tierras bajas, el cebil colorado (Anadenanthera colubrina), el guaraniná (Sideroxylon obtusifolium), etc.
- Estrato del dosel: lo componen el guayaibí amarillo (Terminalia triflora), los jacarandás (Jacaranda cuspidifolia, Jacaranda mimosifolia), el viscote (Acacia visco), el coronillo (Scutia buxifolia), el tala (Celtis pubescens), el chal-chal (Allophylus edulis), el cochucho (Zanthoxylon coco), el arrayán (Eugenia uniflora), el palo san Antonio (Rapanea laetevirens), el horco cebil (Parapiptadenia excelsa), etc.

- Estrato arbustivo o sotobosque: abundan el Abutilon molle, Prockia crucis, Senna bicapsularis, Cnicothamnus lorentzii, Tecoma stans, Cestrum lorentzianum, Porlieria microphylla, Erythroxylon argentinum, etc.

Esta formación ha sido prácticamente extirpada por completo por las actividades humanas a partir de la segunda mitad del siglo XX. Hacia finales del siglo XIX y principios del XX principalmente para cultivar caña de azúcar y limones.

### Subdistrito del palo blanco y el palo amarillo
En su porción septentrional, en Bolivia hasta la ciudad de San Pedro en Jujuy, encontramos el subdistrito del palo blanco (Calycophyllum multiflorum) y el palo amarillo (Phyllostylon rhamnoides), en el cual ambas especies son las dominantes. Es más cálido que el siguiente, especialmente en lo que respecta a mínimas absolutas, y mucho más biodiverso, contando con 40 especies de árboles exclusivos de este subdistrito. Es un bosque de llanura, pedemontano, microfilo, y monzónico. Estas son las especies que acompañan según cada estrato: 
- Estrato emergente: de entre 15 a 25 metros de alto (con especies cuyos ejemplares pueden llegar hasta los 30 metros), además de los ya mencionados palo blanco y palo amarillo, dominantes de este subdistrito, encontramos al el roble (Amburana cearensis), la quina colorada (Myroxylon peruiferum), los cedros (Cedrela balansae, Cedrela saltensis), la tipa colorada (Pterogyne nitens), la tipa amarilla (Chlorophora tinctoria), el quebrachillo (Diatenopteryx sorbifolia), el aguay (Chrysophyllum gonocarpum), el palo pólvora (Trema micrantha), la afata (Cordia trichotoma), el guaraniná (Sideroxylon obtusifolium), etc.
- Estrato del dosel: encontramos árboles de entre 10 metros como el urundel (Myracrodruon urundeuva), el lapacho verde (Cybistax antisyphilitica), los lapachos amarillos (Tabebuia aurea, Handroanthus ochraceus), el soroche (Pseudobombax argentinum), el ibirapitá (Ruprechtia laxiflora), el ceibo rosado (Erythrina dominguezii), el urundel amarillo (Loxopterygium grisebachii), el carnaval (Senna carnaval), el espino blanco (Acacia albicorticata), la tipa amarilla (Cascaronia astragalina), el tatané (Pithecellobium scalare), Coccoloba tiliacea, Coccoloba cordata, Agonandra excelsa, el zapallo-caspi (Pissonia zapallo), Heliocarpus popayanensis, Trichilia hieronymi, Mutingia calabura, el espina corona (Gleditsia amorphoides), palmeras como la Bactris gasipaes o la chunta (Acrocomia chunta); etc.
- Estrato arbustivo o sotobosque: Buddleja albotomentosa, Vernonia squamosa, Vernonia fulta, Chamissoa altissima, la quina (Pogonopus tubulosus), la ortiga brava (Urera baccifera), Senna bicapsularis, Cnicothamnus lorentzii, Tecoma stans, el azafrán (Cnicothamnus lorentzii), Cestrum lorentzianum, Porlieria microphylla, Erythroxylon argentinum, etc.

- Estrato herbáceo: Liabum polymnioides, Lobelia xalapensis, Geophila herbacea, Justicia comata, Nicotiana sylvestris, Iresine grandiflora, Onoseris alata, Chaetothylax umbrosus, Ruellia geminiflora, Syphocampilus aureus, Pseudelephantopus funckii, Setaria, Panicum, etc.

- Estrato epifítico: Los epífitos son de características xerófilas, con orquídeas de gran tamaño, bromelias, cactáceas, helechos reviviscentes, etc. Las más comunes son: Oncidium herzogii, Catasetum macrocarpum, Catasetum fimbriatum, Epidendrun argentinense, Campylocentrum grisebachii, Polypodium, Tillandsia, Aechmea, Rhipsalis, etc.

- Estrato escandente: Las plantas trepadoras son muy abundantes, destacando: Schubertia schreiteri, Pseudogynoxys benthami, Bignonia unguiscati, etc.

Esta formación está siendo extirpada por las actividades humanas desde finales del siglo XX y en el XXI, principalmente para plantaciones de soja.

### Comunidades edáficas
Hay dos comunidades vegetales edáficas características; estas son: 
- Bosques ribereños: Se ubican sobre las terrazas bajas aledañas a los ríos. Lo conforman distintas especies de Leguminosas Mimosoideas espinosas, en donde generalmente domina la tusca (Acacia aroma).

- Bosquecillos marginales: Esta comunidad crece sobre el lecho de inundación de los ríos. Está constituida por arbolitos y arbustos, con predominio del guarán (Stenolobium stans), el sauce criollo (Salix humboldtiana), el aliso de río (Tessaria integrifolia),Tessaria dodoneaefolia, Tessaria absinthioides, Baccharis salicifolia, el guarán colorado o garrocha (Stenolobium garrocha), Jatropha macrocarpa, etc.